# Campeonato Brasileiro de Futebol de 2011 - Série C
A Série C do Campeonato Brasileiro de Futebol de 2011 foi uma competição de futebol realizada no Brasil, equivalente à terceira divisão. Contando como a 21.ª edição da história, foi disputada entre 16 de julho a 3 de dezembro. Os quatro semifinalistas ascenderam à Série B de 2012 e os últimos colocados de cada grupo na primeira fase foram rebaixados à Série D do ano seguinte.

## Formato e regulamento
Os critérios de classificação e escolhas de equipes foram os mesmos do ano anterior, com a participação de 20 clubes: os doze eliminados nas duas primeiras fases da Série C de 2010, os quatro rebaixados da Série B de 2010 e os quatro times que subiram da Série D de 2010.
A primeira fase foi composta de quatro grupos com cinco clubes cada, com jogos em turno e returno dentro dos grupos. De cada grupo, os dois melhores classificam-se para a fase seguinte e o último colocado de cada grupo foi rebaixado para a Série D de 2012.
Na segunda fase, jogaram-se dois quadrangulares, ou seja, dois grupos de quatro equipes, compostos pelas duas melhores equipes de cada grupo da primeira fase. As equipes de cada grupo enfrentaram-se em partidas de ida e volta. O melhor time de cada grupo, nessa fase, teve o direito de disputar as finais com jogos de ida e volta, garantindo o acesso à Série B de 2012. Os segundos colocados de cada grupo nessa fase também garantiram o acesso à Série B.

## Participantes
| Equipe            | Cidade             | Estado | Em 2010         | Estádio              | Capacidade | Títulos        |
| ----------------- | ------------------ | ------ | --------------- | -------------------- | ---------- | -------------- |
| Águia de Marabá   | Marabá             | PA     | 8º (Série C)    | Zinho de Oliveira    | 5 500      | 0 (não possui) |
| América de Natal  | Natal              | RN     | 20º (Série B)   | Nazarenão[a]         | 7 500      | 0 (não possui) |
| Araguaína         | Araguaína          | TO     | 3º (Série D)    | Mirandão             | 10 000     | 0 (não possui) |
| Brasil de Pelotas | Pelotas            | RS     | 14º (Série C)   | Bento Freitas        | 18 000     | 0 (não possui) |
| Brasiliense       | Brasília           | DF     | 17º (Série B)   | Boca do Jacaré       | 30 000     | 1 (2002)       |
| Campinense        | Campina Grande     | PB     | 12º (Série C)   | Amigão               | 35 000     | 0 (não possui) |
| Caxias            | Caxias do Sul      | RS     | 13º (Série C)   | Centenário           | 30 822     | 0 (não possui) |
| Chapecoense       | Chapecó            | SC     | 7º (Série C)    | Arena Condá          | 15 000     | 0 (não possui) |
| CRB               | Maceió             | AL     | 11º (Série C)   | Rei Pelé             | 20 801     | 0 (não possui) |
| Fortaleza         | Fortaleza          | CE     | 10º (Série C)   | Presidente Vargas[b] | 20 600     | 0 (não possui) |
| Guarany de Sobral | Sobral             | CE     | 1º (Série D)    | Junco                | 10 001     | 0 (não possui) |
| Ipatinga          | Ipatinga           | MG     | 19º (Série B)   | Ipatingão            | 20 500     | 0 (não possui) |
| Joinville         | Joinville          | SC     | 4º (Série D)[c] | Arena Joinville      | 22 000     | 0 (não possui) |
| Luverdense        | Lucas do Rio Verde | MT     | 9º (Série C)    | Passo das Emas       | 4 000      | 0 (não possui) |
| Macaé             | Macaé              | RJ     | 5º (Série C)    | Moacyrzão            | 15 000     | 0 (não possui) |
| Madureira         | Rio de Janeiro     | RJ     | 2º (Série D)    | Conselheiro Galvão   | 3 314      | 0 (não possui) |
| Marília           | Marília            | SP     | 16º (Série C)   | Bento de Abreu       | 17 963     | 0 (não possui) |
| Paysandu          | Belém              | PA     | 6º (Série C)    | Curuzú               | 12 500     | 0 (não possui) |
| Rio Branco-AC     | Rio Branco         | AC     | 15º (Série C)   | Arena da Floresta    | 20 000     | 0 (não possui) |
| Santo André       | Santo André        | SP     | 18º (Série B)   | Bruno José Daniel    | 15 157     | 0 (não possui) |

- a. ^  O Estádio Machadão foi demolido para dar lugar a Arena das Dunas visando a Copa do Mundo FIFA de 2014. O América de Natal mandou seus jogos no Estádio Nazarenão, localizado na cidade de Goianinha.[3]

- b. ^  O Estádio Castelão estava fechado para reformas visando a Copa do Mundo FIFA de 2014. O Fortaleza mandou seus jogos no Estádio Presidente Vargas.[4]

- c. ^  Originalmente, o Joinville terminou em 5º lugar na Série D 2010, mas após julgamento no STJD, o clube herdou a vaga do América-AM na Série C de 2011, punido por escalação irregular de jogador.[5]

## Primeira fase

### Grupo A
| 1 | Rio Branco-AC[a][c] | 16 | 8 | 5 | 1 | 2 | 12 | 10 | +2  |
| 2 | Paysandu            | 14 | 8 | 4 | 2 | 2 | 13 | 7  | +6  |
| 3 | Luverdense[c]       | 13 | 8 | 4 | 1 | 3 | 11 | 6  | +5  |
| 4 | Águia de Marabá     | 13 | 8 | 4 | 1 | 3 | 11 | 8  | +3  |
| 5 | Araguaína           | 1  | 8 | 0 | 1 | 7 | 3  | 19 | -16 |

| Águia de Marabá | —   | 2–1 | 1–0 | 2–1 | 3–0 |
| Araguaína       | 1–1 | —   | 0–2 | 0–1 | 0–2 |
| Luverdense      | 1–0 | 4–0 | —   | 1–1 | 0–1 |
| Paysandu        | 2–1 | 5–0 | 1–0 | —   | 1–1 |
| Rio Branco-AC   | 2–1 | 2–1 | 2–3 | 2–1 | —   |

### Grupo B
| 1 | América de Natal  | 16 | 8 | 5 | 1 | 2 | 16 | 8  | +8 |
| 2 | CRB               | 11 | 8 | 3 | 2 | 3 | 7  | 13 | -6 |
| 3 | Guarany de Sobral | 9  | 8 | 2 | 3 | 3 | 9  | 9  | 0  |
| 4 | Fortaleza         | 9  | 8 | 2 | 3 | 3 | 11 | 12 | -1 |
| 5 | Campinense        | 9  | 8 | 2 | 3 | 3 | 7  | 8  | -1 |

| América de Natal  | —   | 1–0 | 4–0 | 4–0 | 1–1 |
| Campinense        | 1–2 | —   | 2–0 | 1–1 | 1–0 |
| CRB               | 2–1 | 1–1 | —   | 1–0 | 2–0 |
| Fortaleza         | 1–3 | 1–1 | 4–0 | —   | 3–1 |
| Guarany de Sobral | 3–0 | 2–0 | 1–1 | 1–1 | —   |

### Grupo C
| 1 | Ipatinga    | 18 | 8 | 6 | 0 | 2 | 15 | 8  | +7 |
| 2 | Brasiliense | 13 | 8 | 4 | 1 | 3 | 8  | 5  | +3 |
| 3 | Madureira   | 10 | 8 | 3 | 1 | 4 | 7  | 8  | -1 |
| 4 | Macaé       | 8  | 8 | 2 | 2 | 4 | 14 | 17 | -3 |
| 5 | Marília     | 8  | 8 | 2 | 2 | 4 | 11 | 17 | -6 |

| Brasiliense | —   | 2–0 | 2–0 | 1–0 | 0–0 |
| Ipatinga    | 0–2 | —   | 4–2 | 2–0 | 4–1 |
| Macaé       | 2–1 | 1–2 | —   | 0–1 | 2–2 |
| Madureira   | 2–0 | 0–1 | 1–1 | —   | 1–0 |
| Marília     | 1–0 | 0–2 | 4–6 | 3–2 | —   |

### Grupo D
| 1 | Chapecoense          | 16 | 8 | 5 | 1 | 2 | 13 | 7  | +6 |
| 2 | Joinville            | 15 | 8 | 4 | 3 | 1 | 17 | 11 | +6 |
| 3 | Caxias               | 8  | 8 | 2 | 2 | 4 | 11 | 14 | -3 |
| 4 | Santo André[b]       | 8  | 8 | 2 | 2 | 4 | 8  | 13 | -5 |
| 5 | Brasil de Pelotas[b] | 2  | 8 | 2 | 2 | 4 | 11 | 15 | -4 |

| Brasil de Pelotas | —   | 2–0 | 0–1 | 1–1 | 1–1 |
| Caxias            | 2–1 | —   | 2–2 | 2–2 | 1–3 |
| Chapecoense       | 3–1 | 1–0 | —   | 0–2 | 3–0 |
| Joinville         | 5–2 | 2–4 | 2–1 | —   | 2–0 |
| Santo André       | 2–3 | 1–0 | 0–2 | 1–1 | —   |

|  |                              |
|  | Classificados à segunda fase |
|  | Rebaixados à Série D de 2012 |

## Segunda fase

### Grupo E
| 1 | CRB              | 12 | 6 | 3 | 3 | 0 | 7 | 2 | +5 |
| 2 | América de Natal | 9  | 6 | 2 | 3 | 1 | 6 | 4 | +2 |
| 3 | Paysandu         | 7  | 6 | 2 | 1 | 3 | 5 | 8 | -3 |
| 4 | Luverdense[c]    | 3  | 6 | 0 | 3 | 3 | 4 | 8 | -4 |

| América de Natal | —   | 2–1 | 1–1 | 1–1 |
| Paysandu         | 1–0 | —   | 2–1 | 0–1 |
| Luverdense       | 0–2 | 1–1 | —   | 1–1 |
| CRB              | 0–0 | 3–0 | 1–0 | —   |

### Grupo F
| 1 | Joinville   | 16 | 6 | 5 | 1 | 0 | 14 | 5  | +9 |
| 2 | Ipatinga    | 9  | 6 | 3 | 0 | 3 | 9  | 11 | -2 |
| 3 | Chapecoense | 5  | 6 | 1 | 2 | 3 | 12 | 12 | 0  |
| 4 | Brasiliense | 4  | 6 | 1 | 1 | 4 | 9  | 16 | -7 |

| Ipatinga    | —   | 3–2 | 2–1 | 0–1 |
| Chapecoense | 2–3 | —   | 3–0 | 1–1 |
| Brasiliense | 4–1 | 2–2 | —   | 1–4 |
| Joinville   | 1–0 | 3–2 | 4–1 | —   |

|  |                                                             |
|  | Zona de promoção à Série B de 2012 e classificação à final. |
|  | Zona de promoção à Série B de 2012.                         |

## Final
Primeiro jogo
| 26 de novembro | CRB         | 1 – 3          | Joinville                                       | Estádio Rei Pelé, Maceió                       |
| 16:00 (UTC-3)  | Geovani 53' | súmula borderô | Filipe 10' (g.c.) · Glaydson 23' · Aldair 90+3' | Público: 15 557 Árbitro: MG Alício Pena Júnior |

Segundo jogo
| 3 de dezembro | Joinville                                               | 4 – 0 | CRB | Arena Joinville, Joinville                        |
| 17:00 (UTC-2) | Lima 45+1' · Eduardo 75' · Pedro Paulo 79' · Gilton 86' |       |     | Público: 19 115 Árbitro: RS Fabrício Neves Corrêa |

## Premiação
| Campeão Brasileiro de 2011 Série C  |
| Santa Catarina                      |
| ----------------------------------- |
| Joinville Esporte Clube (1º título) |

## Artilharia
| Gols | Jogador          | Time             |
| ---- | ---------------- | ---------------- |
| 11   | Ronaldo Capixaba | Joinville        |
| 6    | Wanderley        | América de Natal |
| 6    | Neilson          | Chapecoense      |
| 6    | Laécio           | Marília          |
| 6    | Rafael Oliveira  | Paysandu         |

## Maiores públicos
Esses foram os dez maiores públicos do Campeonato:
| Nº | Público[i] | Mandante  | Placar | Visitante         | Estádio         | Data           | Rodada/Fase |
| -- | ---------- | --------- | ------ | ----------------- | --------------- | -------------- | ----------- |
| 1  | 22.494     | Paysandu  | 0–1    | CRB               | Mangueirão      | 16 de outubro  | 4ª/2ª       |
| 2  | 20.754     | Paysandu  | 2–1    | Luverdense        | Mangueirão      | 16 de novembro | 5ª/2ª       |
| 3  | 19.115     | Joinville | 4–0    | CRB               | Arena Joinville | 3 de dezembro  | Final       |
| 4  | 15.577     | CRB       | 1–3    | Joinville         | Rei Pelé        | 26 de novembro | Final       |
| 5  | 14.235     | Joinville | 3–2    | Chapecoense       | Arena Joinville | 23 de outubro  | 5ª/2ª       |
| 6  | 13.342     | Joinville | 4–1    | Brasiliense       | Arena Joinville | 8 de outubro   | 3ª/2ª       |
| 7  | 12.181     | Paysandu  | 1–1    | Rio Branco-AC     | Mangueirão      | 25 de julho    | 2ª/1ª       |
| 8  | 11.556     | Paysandu  | 2–1    | Águia de Marabá   | Mangueirão      | 7 de agosto    | 4ª/1ª       |
| 9  | 11.171     | Joinville | 1–0    | Ipatinga          | Arena Joinville | 25 de setembro | 1ª/2ª       |
| 10 | 11.011     | Joinville | 5–2    | Brasil de Pelotas | Arena Joinville | 11 de setembro | 9ª/1ª       |

i. ^ Considera-se apenas o público pagante

## Média de público
Essas são as médias de público do Campeonato. Considera-se apenas os jogos da equipe como mandante:
| 1. Paysandu – 13.482 2. Joinville – 11.231 3. Fortaleza – 8.971 4. CRB – 8.423 5. Campinense – 6.111 6. Marília – 4.611 7. Brasil de Pelotas – 4.336 8. Rio Branco-AC – 4.100 9. Caxias – 3.678 10. Chapecoense – 3.549 | 1. América de Natal – 3.472 2. Guarany de Sobral – 3.291 3. Brasiliense – 1.994 4. Águia de Marabá – 1.819 5. Araguaína – 1.569 6. Luverdense – 1.132 7. Ipatinga – 1.090 8. Macaé – 484 9. Santo André – 478 10. Madureira – 474 |

## Classificação final
| Pos | Equipes              | Pts | J  | V  | E | D | GP | GC | SG  | Classificação ou rebaixamento             |
| --- | -------------------- | --- | -- | -- | - | - | -- | -- | --- | ----------------------------------------- |
| 1   | Joinville            | 37  | 16 | 11 | 4 | 1 | 38 | 17 | +21 | Finalistas e promovidos à Série B de 2012 |
| 2   | CRB                  | 23  | 16 | 6  | 5 | 5 | 15 | 22 | -7  | Finalistas e promovidos à Série B de 2012 |
| 3   | Ipatinga             | 27  | 14 | 9  | 0 | 5 | 24 | 19 | +5  | Promovidos à Série B de 2012              |
| 4   | América de Natal     | 25  | 14 | 7  | 4 | 3 | 22 | 12 | +10 | Promovidos à Série B de 2012              |
| 5   | Chapecoense          | 21  | 14 | 6  | 3 | 5 | 25 | 19 | +6  | Eliminados na segunda fase                |
| 6   | Paysandu             | 21  | 14 | 6  | 3 | 5 | 18 | 15 | +3  | Eliminados na segunda fase                |
| 7   | Brasiliense          | 17  | 14 | 5  | 2 | 7 | 17 | 21 | –4  | Eliminados na segunda fase                |
| 8   | Luverdense           | 16  | 14 | 4  | 4 | 6 | 15 | 14 | +1  | Eliminados na segunda fase                |
| 9   | Rio Branco-AC        | 16  | 8  | 5  | 1 | 2 | 12 | 10 | +2  |                                           |
| 10  | Águia de Marabá      | 13  | 8  | 4  | 1 | 3 | 11 | 8  | +3  |                                           |
| 11  | Madureira            | 10  | 8  | 3  | 1 | 4 | 7  | 8  | –1  |                                           |
| 12  | Guarany de Sobral    | 9   | 8  | 2  | 3 | 3 | 9  | 9  | 0   |                                           |
| 13  | Fortaleza            | 9   | 8  | 2  | 3 | 3 | 11 | 12 | –1  |                                           |
| 14  | Macaé                | 8   | 8  | 2  | 2 | 4 | 14 | 17 | –3  |                                           |
| 15  | Caxias               | 8   | 8  | 2  | 2 | 4 | 11 | 14 | –3  |                                           |
| 16  | Santo André          | 8   | 8  | 2  | 2 | 4 | 8  | 13 | –5  |                                           |
| 17  | Campinense           | 9   | 8  | 2  | 3 | 3 | 7  | 8  | –1  | Rebaixados à Série D de 2012              |
| 18  | Marília              | 8   | 8  | 2  | 2 | 4 | 11 | 17 | –6  | Rebaixados à Série D de 2012              |
| 19  | Brasil de Pelotas[b] | 2   | 8  | 2  | 2 | 4 | 11 | 15 | –4  | Rebaixados à Série D de 2012              |
| 20  | Araguaína            | 1   | 8  | 0  | 1 | 7 | 3  | 19 | –16 | Rebaixados à Série D de 2012              |